# Heubüal
Heubüal är en bergstopp i Liechtenstein. Den ligger i den södra delen av landet, 6 km sydost om huvudstaden Vaduz. Toppen på Heubüal är 1 936 meter över havet eller 63 meter över den omgivande terrängen. Bredden vid basen är 1,0 km. Den högsta punkten i närheten är Vorder-Grauspitz, 2 599 meter över havet, 5,0 km söder om Heubüal